# Estate (Negramaro)
Estate è un singolo del gruppo musicale italiano Negramaro, pubblicato il 30 giugno 2005 come secondo estratto dal terzo album in studio Mentre tutto scorre.

## Descrizione
Estate ha valso ai Negramaro il riconoscimento di "Rivelazione Italiana" al Festivalbar 2005. Inoltre il brano è rimasto per due mesi al numero uno delle classifiche.
È stato frequentemente trasmesso in radio, raggiungendo la posizione numero 1 dell'airplay.
Nel 2020 partecipa al concorso radiofonico I Love My Radio, a cui hanno preso parte in totale 45 canzoni.

## Video musicale
Il videoclip è stato girato dall'attore e regista Silvio Muccino, nella località turistica di Porto Cesareo in provincia di Lecce. Il video alterna sequenze del gruppo che esegue il brano, dapprima in una costruzione sulla spiaggia, ed in seguito direttamente sul bagnasciuga, con altre in cui il cantante Giuliano Sangiorgi annota le parole del testo sul proprio corpo, più o meno come accadeva nel film Memento.

## Tracce
Testi e musiche di Giuliano Sangiorgi.
1. Estate – 2:58

## Classifiche
| Classifica (2005) | Posizione massima |
| ----------------- | ----------------- |
| Italia            | 31                |

## Cover di Fiorella Mannoia
Nel 2009 Fiorella Mannoia ha realizzato una reinterpretazione della canzone, inclusa nell'album Ho imparato a sognare. Il brano viene pubblicato come secondo singolo estratto dall'album il 15 gennaio 2010 dalla Sony Music. Il brano viene inserito in una compilation Radio Italia Top 2010.

### Tracce
Testi e musiche di Giuliano Sangiorgi.
1. Estate – 3:22